# Deborah van Dam

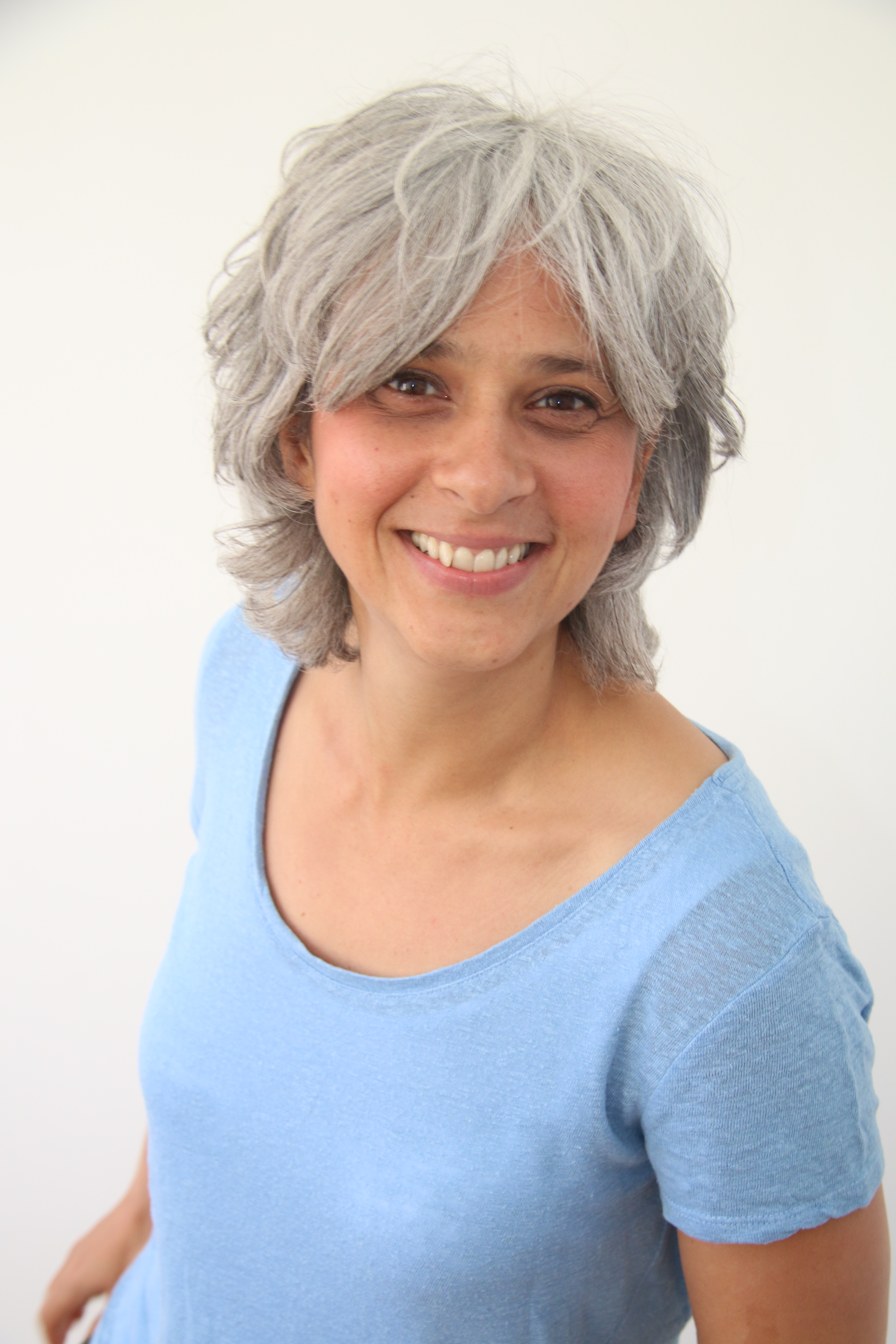
Filmmaker Deborah van Dam

Deborah van Dam (Den Haag, 1968) is een Nederlandse filmmaker.

## Levensloop
Deborah van Dam studeerde rechten aan de Universiteit Leiden. Zij is in 2002 begonnen als verslaggever bij Omroep West. In die tijd maakte zij naast televisie ook radiodocumentaires voor de Nederlandse Publieke Omroep.
In 2006 was haar eerste lange documentaire over Liesbeth List te zien bij de NTR in Het uur van de wolf (televisieprogramma). De documentaire Liesbeth List - Heb me lief werd genomineerd voor de Beeld en Geluid Award.
Andere documentaires zijn "Terpe Kind Mains, Terpe" (Joodse Omroep), "Ik kan wel huilen" (uitgezonden door de AVRO) en "De Baby" voor de Joodse Omroep. Voor "De Baby" ontving Van Dam de eervolle vermelding van de Zilveren Nipkowschijf. Daarna volgde de documentaire "Oude Bomen" voor de humanistische omroep HUMAN. Ook maakt Van Dam voor verschillende musea, waaronder het Van Gogh Museum, korte films.
In 2017 ging de film KUYT, over profvoetballer Dirk Kuyt, in première op het Nederlands Film Festival. De documentaire werd uitgezonden door BNNVARA en trok twee miljoen kijkers.
In het najaar van 2019 is de eerste documentaireserie van Van Dam te zien: We zien ons
In zes delen wordt vanuit een markante oud-mijnwerkerswijk een van de grootste uitdagingen van onze tijd belicht: de strijd tegen vereenzaming. 
In We zien ons ligt de focus niet op de eenzamen, maar juist op diegenen die op wat voor manier dan ook de strijd aangaan met het groeiende probleem van eenzaamheid. Tegelijkertijd zien we hoe burgers met elkaar omgaan in een steeds veranderende maatschappij.  
De serie, door HUMAN uitgezonden op NPO 2 is lovend ontvangen.

## Filmografie
- 2006 - Liesbeth List - Heb me lief
- 2009 - Terpe Kind Mains, Terpe (a journey of composer Jeff Hamburg)
- 2010 - Ik kan wel huilen
- 2012 - De Baby
- 2014 - Oude Bomen
- 2017 - KUYT
- 2019 - We zien ons
- 2021 - Hoe Hannie ben jij?
- 2022 - Dolf Henkes, Kijken alsmaar stil kijken

## Prijzen en nominaties
- 2007 - Nominatie Beeld en Geluid Award 2007 voor Heb me lief
- 2013 - Eervolle vermelding Zilveren Nipkowschijf 2013 voor De Baby
- 2013 - Nominatie Full Frame Inspiration Award 2013 voor The Baby
- 2017 - Inzending namens NPO voor de Emmy Award, KUYT:[2], inzending namens de NPO voor de International Emmy Award in de Verenigde Staten en de Rockie Awards (Canada).
- 2018 - Winnaar Golden Paladin Award Best Football film 2018 op het Internationaal Sport Filmfestival (KUYT).
- 2020 - Publieksprijs Limburgs Filmfestival voor We zien ons.
- 2022 - Winnaar categorie scientific/educational, The Chidrens International Filmfestival of Wales. (How Hannie are you?)
- 2022 - Tweede prijs Documentary Short Film, Chicago International  Childrens Filmfestival (How Hannie are you?)
- 2023 - Eervolle vermelding Bridge and Peace Film Festival Parijs Officiële website